# Trachymene kochii
Trachymene kochii är en flockblommig växtart som beskrevs av Ernst Georg Pritzel. Trachymene kochii ingår i släktet Trachymene och familjen flockblommiga växter. Inga underarter finns listade i Catalogue of Life.